# Baulmes
Baulmes es una comuna suiza del cantón de Vaud, situada en el distrito de Jura-Nord vaudois. Limita al norte con la comuna de Sainte-Croix, al este con Vuiteboeuf y Champvent, al sur con Rances, y al oeste con L'Abergement, Les Hôpitaux-Vieux (FR-25) y Jougne (FR-25).
La comuna hizo parte hasta el 31 de diciembre de 2007 del distrito de Orbe, círculo de Baulmes.

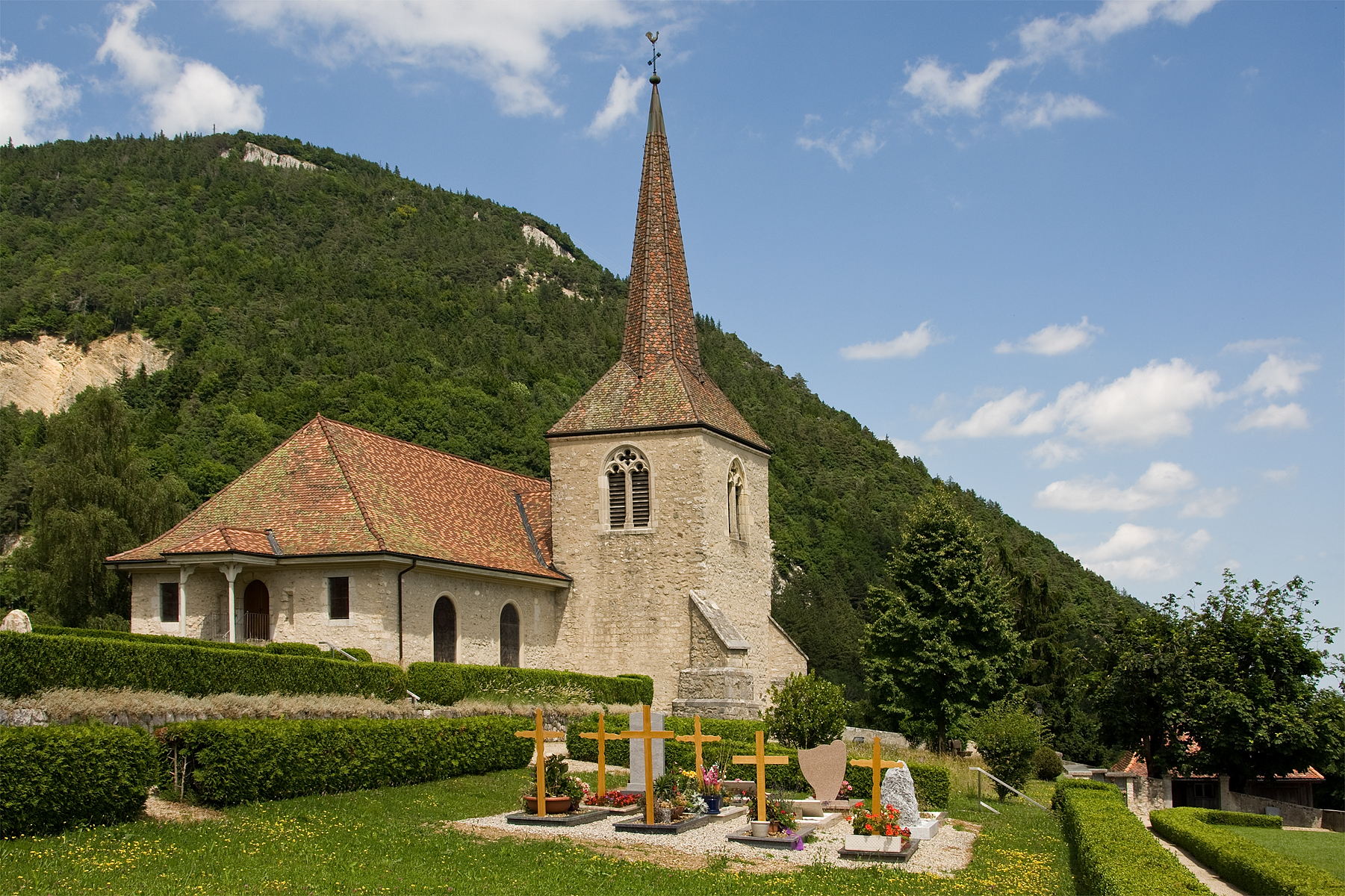
Iglesia en Baulmes.

## Enlaces externos

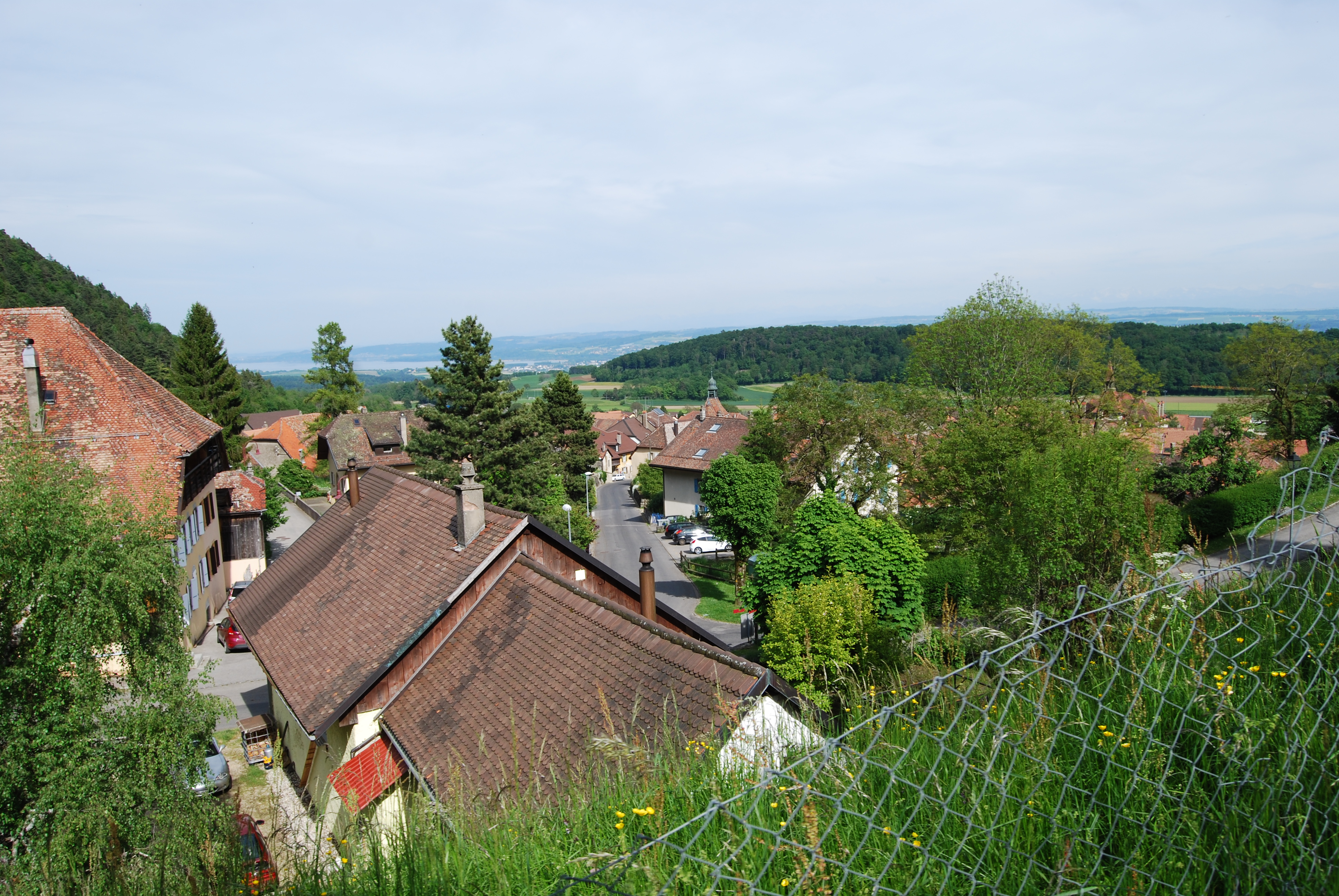
Baulmes